# Orbis OS
Orbis OS je operační systém konzole PlayStation 4, který je postavený na systému FreeBSD verze 9.0, vydaném 12. ledna 2012. Je jádrem celého updatovatelného softwarového vybavení herní konzole, jež nese oficiální název PlayStation 4 system software. Firma Sony zvolila FreeBSD místo Linuxu kvůli svobodnější licenci. Systém byl poprvé spuštěn 15. listopadu 2013 v Severní Americe na konzolích PlayStation 4.

## Klíčové funkce
- Podpora grafického hardwaru PlayStation 4: Orbis OS je navržen tak, aby využíval grafický hardware PlayStation 4 na maximum. To umožňuje konzoli vykreslovat realistické a pohlcující herní světy.
- Podpora cloudového hraní: Orbis OS podporuje streamování her z cloudu. To umožňuje hráčům hrát hry, které by jinak nedokázali na svém zařízení spustit.
- Bezpečnost: Orbis OS je navržen tak, aby byl bezpečný a spolehlivý. Systém obsahuje řadu bezpečnostních funkcí, které pomáhají chránit konzoli a uživatelská data.